# Maria Sauret
Maria Sauret (Lleida, s. XVII - Lleida, s. XVIII) va ser una heroïna catalana de classe burgesa. La seva vida està envoltades de llegenda. Va viure a Lleida entre la darreria del segle xvii i els primers decennis del segle xviii. No es disposa de molta informació sobre aquesta figura individual de l'època moderna.
Es coneixen alguns detalls sobre el seu origen familiar. Segons consta el Cadastre de 1706, en l'actual solar de la Catedral Nova, envoltat pels carrers de l'Almodí Vell i de Montgay, perpendiculars a la llarga via del carrer Major, es trobava la casa de Joan Sauret, serraller. Els seus orígens menestrals donen peu a la invenció de la part llegendària i inversemblant de la seva vida. Sembla que la llegenda conta que un jove aprenent d'un obrador del carrer del Carme s'enamorà de la filla de l'amo i, per salvar les diferències econòmiques i socials que els separaven, va intentar convèncer el futur sogre fent una obra mestra de gran bellesa i sumptuositat. Aquesta peça extraordinària seria aquell que s'anomena encara ara com el Balcó del Serraller, emplaçat a l'edifici de la Diputació. Malgrat que alguns donen per bona aquesta atractiva historieta, cal dir que la realitat resulta completament impossible. La peça de forja porta inscrit l'any de 1761 i si hom considera que, el 1707, ella ja era una dona de certa vellesa, no es pot concloure pensant que fos una penyora d'amor, sinó un homenatge funerari.
Tanmateix, la singularitat històrica de Maria Sauret prové de la seva participació en els esdeveniments derivats de l'impacte de la Guerra de Successió a Lleida. I, sobretot, del fet que en Narcís Feliu de la Penya, historiador i cronista procliu al bàndol austriacista, en deixés constància escrita als seus Anales de Cataluña, on explica els violents avatars transcorreguts al llarg del mes de setembre de 1707, on Maria Sauret va participar activament.
La veritat és que la remarcable actuació de Maria, una dona sola als afores de la ciutat, s'emmarca en el violent ambient d'insurrecció i resistència que els lleidatans i les lleidatanes van oposar a les pretensions de fàcil rendició imaginades pels francesos, capitanejats pel Duc d'Orleans.
De resultes dels records d'aquests temps convulsos, les autoritats municipals van decidir honorar els seus protagonistes dedicant-los noms de carrers en diversos emplaçaments de la xarxa urbana. L'homenatge a Maria Sauret es va fer anys més tard; paral·lel al carrer del Comerç i travesser als dedicats al marquès de Vil·la Antònia i al general Brito, es troba el carrer que recorda la valenta Maria Sauret.